# Linnaemya speculifera
Linnaemya speculifera là một loài ruồi trong họ Tachinidae.